# Sonderwaffenlager
Sonderwaffenlager (russisch склад боеприпасов особого назначения, auch: склад особых боеприпасов), kurz SWL, waren gehärtete Depots für Kernwaffen jeglicher Art der Gruppe der Sowjetischen Streitkräfte in Deutschland bzw. Westgruppe der Truppen (GSSD/WGT) auf dem Territorium der ehemaligen DDR. Sie entstanden ab 1967.
In der Regel bestanden Sonderwaffenlager aus mehreren Stahlbetonbunkern mit zusätzlicher Erdaufschüttung. Sie unterlagen Regularien strengster Geheimhaltung, waren gehärtet gegen Waffeneinwirkung und auch personell besonders gesichert.
Folgende Grundvarianten waren möglich:
- Eigenständiges Objekt zur Versorgung mehrerer verschiedener Nutzer, Beispiel: SWL Himmelpfort
- Verschleiert als Logistik-Einrichtung, Beispiel: SWL Finsterwalde unter der Legende 2952. Reparatur-Technische Basis der Luftstreitkräfte (2952 RTB WWS),
- Teilobjekt innerhalb einer WGT-Liegenschaft, Beispiel: Militärflugplatz 296. JaboFlgReg mit SWL Großenhain
- Teil der Operationsbasis einer Raketeneinheit, beispielsweise SWL Wokuhl, 152. GRBrig

Sie waren der Truppenverwaltung und dem Versorgungssystem der WGT zwar angegliedert; unterstanden jedoch operationell dem Geheimdienst KGB, dem auch das Wach- und Sicherungspersonal angehörte, und standen somit außerhalb der Befehls- und Kommandogewalt des WGT-Oberbefehlshabers. Der Abzug in die UdSSR / Russische Föderation war spätestens bis Juni 1991 abgeschlossen.
Mögliche Bestandteile der Projektvarianten Granit bzw. Basalt
- Lagerbunker über ein bis zwei Etagen, hermetisiert und gesichert mit stählerner Drucktür, Notzugang, Bodenbefestigung für Lagerbehältnisse, Sollbruchstelle für Notzugang nach Waffeneinwirkung
- Ladebunker/Umschlagbunker mit Krananlage
- Kfz-Einfahrt mit Personenschleuse
- Wachbunker
- Technische Zone mit Netzersatzanlage, Filter-Ventilationsanlage, Stromversorgung
- Innenzaun aus vertikal eingerammten geschlitzten Stahl-Blechtafeln (Spezialanfertigung zur Befestigung von Flugflächen auf Feldflugplätzen) als Sichtschutz und gegen Einwirkung von Infanteriewaffen
- mindestens ein äußerer Stacheldraht-Zaun
- je nach Bedarf weitere Einrichtungen, wie beispielsweise IT-Anlage, Unterkunft-Gebäude, Heizhaus etc.

Neben den Sonderwaffenlagern existierten aber auch Kernwaffenlager, die dem Oberbefehlshaber der WGT direkt unterstellt waren und in der Regel als Teilobjekte zu WGT-Liegenschaften gehörten. Dies führte in den Abzugsverhandlungen auf deutscher Seiten teilweise zu Missverständnissen bezüglich der Zuständigkeiten, Zahlenangaben und Abzugstermine.

## Standorte
Die einzelnen Standorte wurden in Verfügungsreichweite der potentiellen Trägermittel errichtet, beispielsweise dem 296. Jagdbombenfliegerregiment (SWL Großenhain) sowie die 3. und 5. Armee der NVA. Die nachstehende Übersicht enthält eine unvollständige Übersicht von SWL.
| Bild | Bezeichnung                                                 | Heutiger Landkreis          | Heutiges Bundesland | Bemerkung                                                                                    |
| ---- | ----------------------------------------------------------- | --------------------------- | ------------------- | -------------------------------------------------------------------------------------------- |
|      | Sonderwaffenlager Brand                                     | Dahme-Spreewald             | BB                  | Flugplatz Brand                                                                              |
|      | Sonderwaffenlager Finsterwalde                              | Elbe-Elster                 | BB                  | Lausitzflugplatz Finsterwalde/Schacksdorf                                                    |
|      | Sonderwaffenlager Großenhain                                | Meißen                      | SN                  | Flugplatz Großenhain                                                                         |
|      | Sonderwaffenlager Himmelpfort auch: Lychen II               | Oberhavel                   | BB                  | 1968–1990, nukleare Sprengköpfe                                                              |
|      | Sonderwaffenlager Stolzenhain auch: Sonderwaffenlager Linda | Elbe-Elster                 | BB                  | 1968–1990, nukleare Sprengköpfe                                                              |
|      | Sonderwaffenlager Vogelsang                                 | Oberhavel                   | BB                  | nukleare Sprengköpfe, Militärstädtchen 13, GSSD-Standort Vogelsang                           |
|      | Sonderwaffenlager Wokuhl                                    | Mecklenburgische Seenplatte | MV                  | 1983–1989, nukleare Sprengköpfe, Teilobjekt Operationsbasis Wokuhl 152. Garde-Raketenbrigade |